# Alain Delon
Alain Delon (født 8. november 1935, død 18. august 2024) var en fransk skuespiller.
I løbet af sin militærtjeneste afsonede han næsten et år i fængsel for brud på reglerne, og i 1956 blev han hjemsendt "i vanære" 
Sit gennembrud som skuespiller fik han i 1960 i Kun solen var vidne (Plein Soleil, 1960); en filmversion af Patricia Highsmiths The Talented Mr. Ripley), mens Leoparden (Il Gattopardo, 1963) sikrede ham opmærksomheden i Hollywood.
Han fik i 2019 en æresguldpalme ved Filmfestivalen i Cannes.
Det franske politi beslaglagde i februar 2024 72 skydevåben og mere end 3.000 stykker ammunition som han havde i sit hjem uden at have våbentilladelse.

## Udvalgte film
- Kun solen var vidne (Plein Soleil, 1960); en filmversion af Patricia Highsmiths The Talented Mr. Ripley)
- Rocco og hans brødre (Rocco e i suoi fratelli, 1960)
- Ukendte nætter (L'Eclisse, 1962)
- Leoparden (Il Gattopardo, 1963)
- Le Samuraï (1967)
- Le Cercle rouge (1967)
- Mr. Klein (1976)
- Notre Histoire (1984)
- Nouvelle Vague (1990)